# (1036) Ganimedes
(1036) Ganimedes (internacionalmente (1036) Ganymed) es un asteroide que forma parte de los asteroides Amor y fue descubierto el 23 de octubre de 1924 por Wilhelm Heinrich Walter Baade desde el observatorio de Hamburgo-Bergedorf, Alemania.

## Designación y nombre
Ganimedes recibió inicialmente la designación de 1924 TD.
Posteriormente se nombró por Ganimedes, un personaje de la mitología griega.

## Características orbitales
Ganimedes orbita a una distancia media del Sol de 2,663 ua, pudiendo acercarse hasta 1,241 ua. Su inclinación orbital es 26,69° y la excentricidad 0,5339. Emplea en completar una órbita alrededor del Sol 1587 días.

### Acercamientos futuros
Su anterior paso cercano a la Tierra fue el 13 de octubre de 2024 a una distancia de 0,3741 ua, mientras que el 16 de diciembre de 2176 estará a solo 0,02868 ua de Marte.

## Características físicas
Debido a su temprana fecha de descubrimiento, Ganimedes tiene una rica historia de observaciones. Ya en 1931, basándose en las observaciones hasta aquel momento, se estableció en 9,24 su magnitud absoluta, algo más brillante que el valor actual de 9,45. Por las medidas espectrales, Ganimedes es un asteroide de tipo S, lo que significa que es reflectante y está compuesto de orto piroxenos, silicatos de hierro y magnesio.
Imágenes de radar tomadas en 1998 con el radiotelescopio de Arecibo revelaron que Ganimedes era aproximadamente esférico. Otro estudio de la misma época sugirió que la superficie del asteroide es más o menos uniforme.